# Torcé-en-Vallée
Torcé-en-Vallée ist eine französische Gemeinde mit 1.412 Einwohnern (Stand: 1. Januar 2022) im Département Sarthe in der Region Pays de la Loire. Sie gehört zum Arrondissement Mamers und zum Kanton Savigné-l’Évêque (bis 2015: Kanton Montfort-le-Gesnois). Die Einwohner werden Torcéens genannt.

## Geographie
Torcé-en-Vallée liegt etwa 20 Kilometer nordöstlich von Le Mans am Vive Parence. Umgeben wird Torcé-en-Vallée von den Nachbargemeinden Beaufay im Norden und Westen, Briosne-lès-Sables im Norden, Bonnétable im Nordosten, Saint-Célerin im Osten, Lombron im Süden sowie Sillé-le-Philippe im Südwesten.

## Bevölkerungsentwicklung
| Jahr                      | 1962 | 1968 | 1975 | 1982 | 1990 | 1999 | 2006 | 2013 |
| Einwohner                 | 1003 | 969  | 808  | 819  | 784  | 811  | 1107 | 1354 |
| Quelle: Cassini und INSEE |      |      |      |      |      |      |      |      |

## Sehenswürdigkeiten
- Dolmen Palet-de-Gargantua
- Kirche Notre-Dame aus dem 12. Jahrhundert, Umbauten aus dem 16. Jahrhundert, Monument historique seit 1926/2003
- Reste der Burg von Les Aulnays
- Schloss Le Chesnay aus dem 19. Jahrhundert

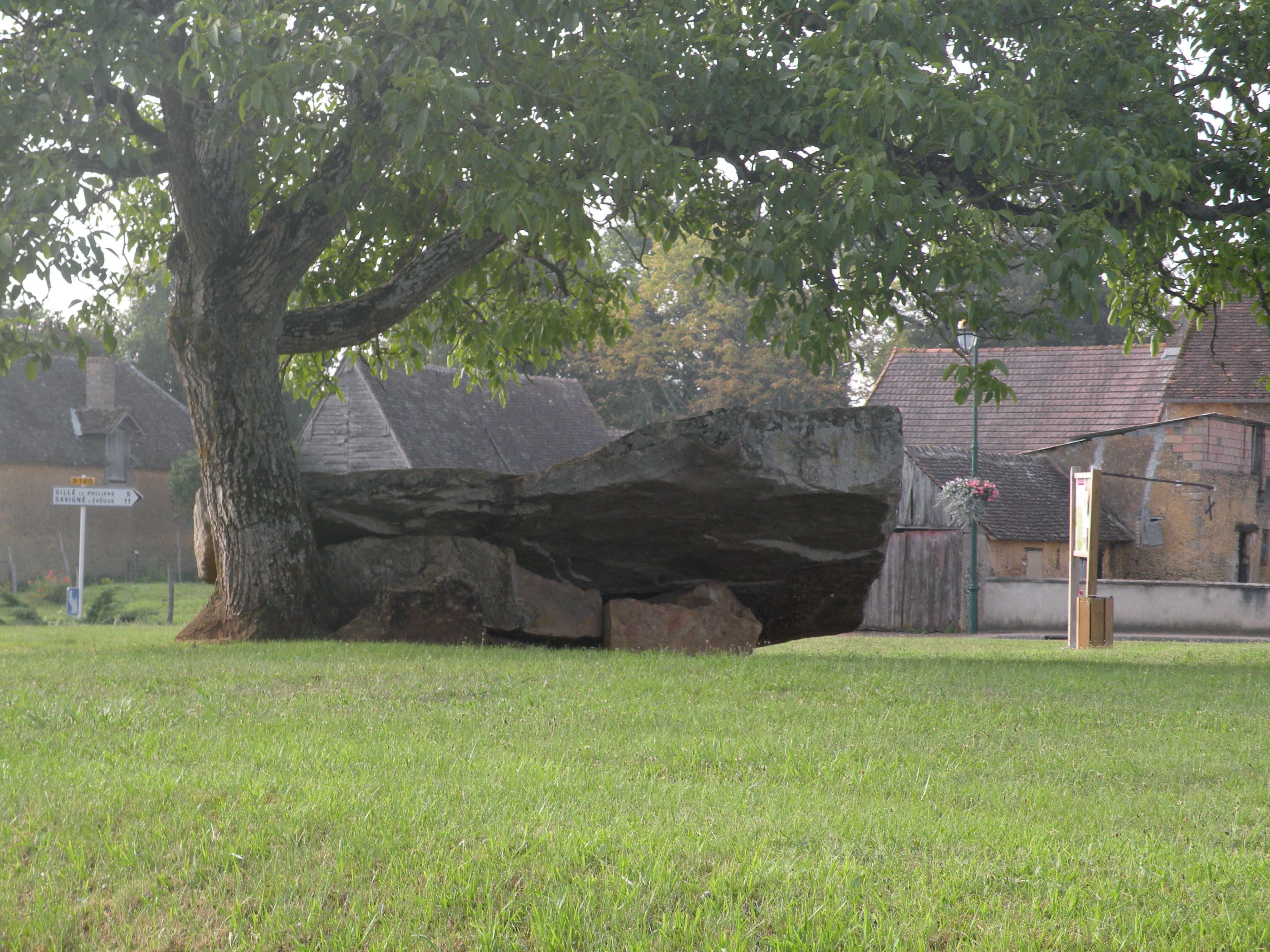
Palet-de-Gargantua
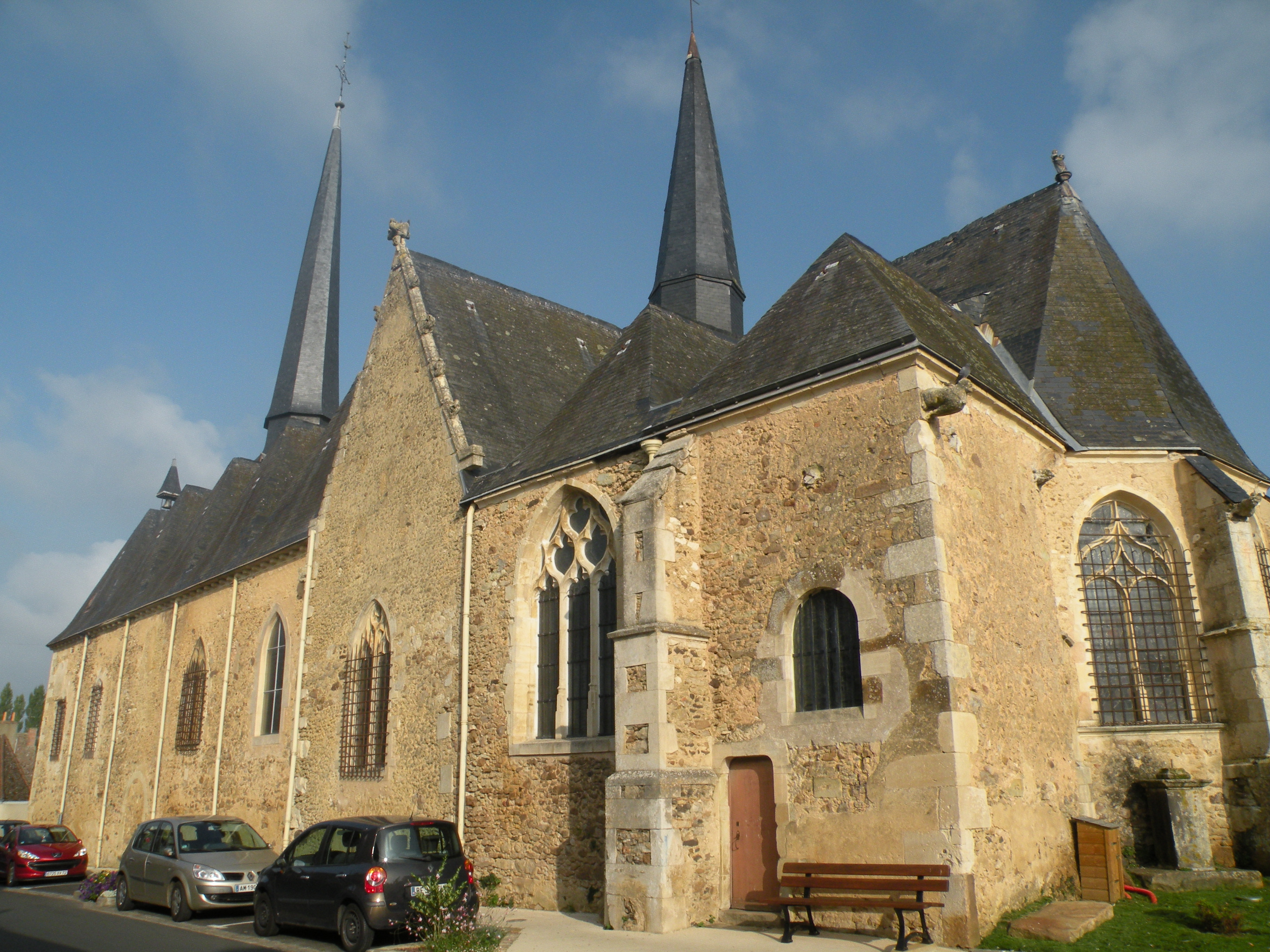
Kirche Notre-Dame
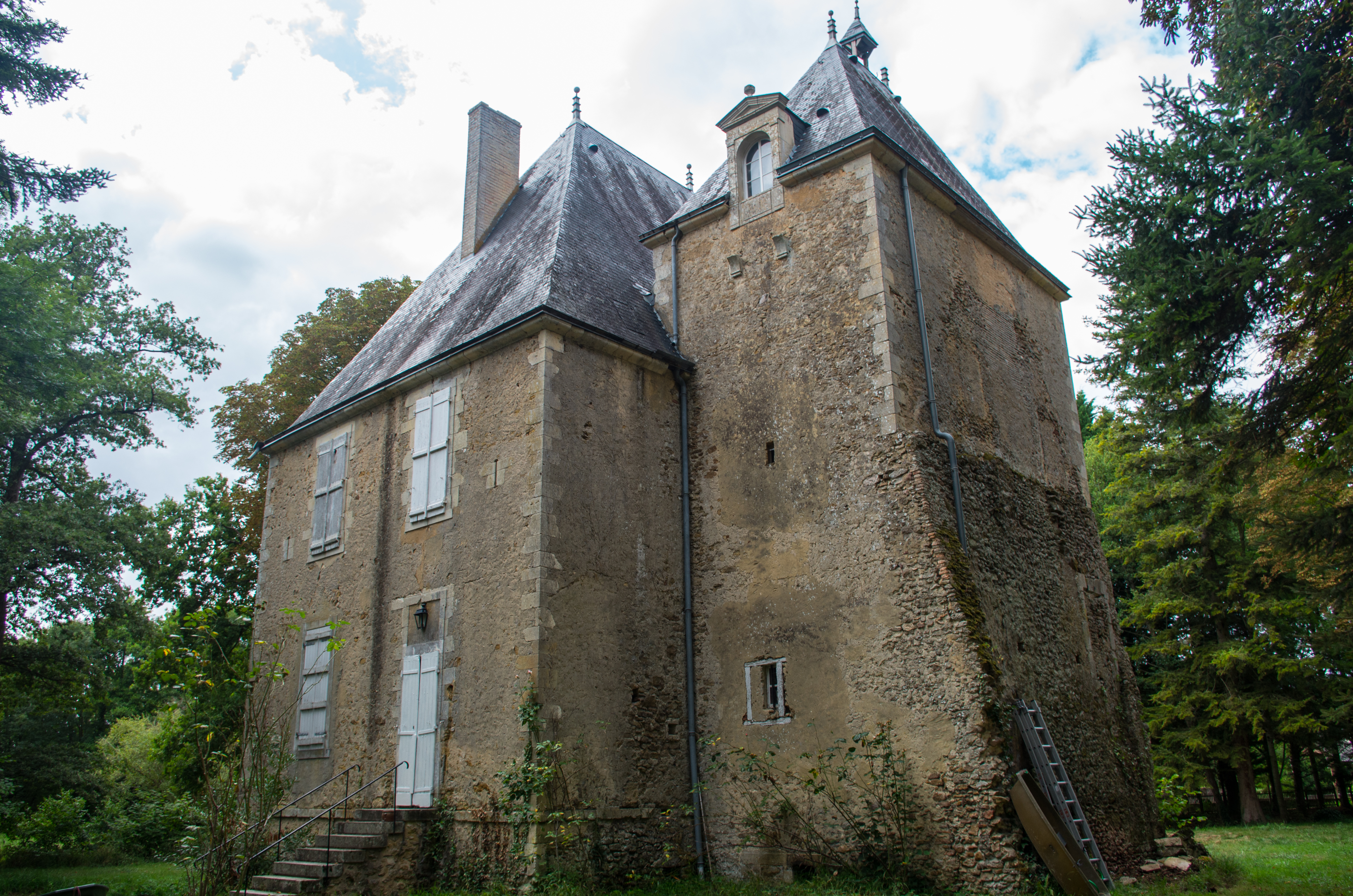
Burg von Les Aulnays

## Persönlichkeiten
- Éric Huchet (* 1962), Opernsänger (Tenor)